# Marian Bujak
Marian Bujak (ur. 1920 w Koryciskach, zm. 2005) – muzykant, skrzypek ludowy.
Pochodził z Korycisk z rodziny rolników Wawrzyńca i Katarzyny z domu Piasta.
Uczył się u swojego dziadka Karola Piasty (ur. 1865). Grał od 10 roku życia na zabawach i weselach w okolicach Szydłowca, Wieniawy, Przysuchy, Chlewisk. Był wirtuozem skrzypiec, ale grywał też na basetli i harmonii trzyrzędowej. W repertuarze miał ponad 200 utworów, głównie oberków, mazurków i polek. Od lat 70. uczestnik wielu przeglądów i festiwali muzyki ludowej. Wielokrotny laureat, w tym zdobywca Złotej Baszty, Festiwalu Kapel i Śpiewaków Ludowych w Kazimierzu Dolnym. Laureat Nagrody im. Oskara Kolberga. 

## Filmografia
"Stara muzyka", film dok. w reż. Dariusza Gajewskiego (prod. Angel House dla TVP 1999)

## Dyskografia
"Marian Bujak - portret muzykanta" (edycja limitowana, wyd. In Crudo CD04, 2002)
"Marian Bujak - portret skrzypka" (In Crudo CD16 2014) wydanie 2 zmienione - płyta z książką (PL + ENG)